# Choe Ryong-hae
Choe Ryong-hae, född den 15 januari 1950, är en nordkoreansk politiker och militär. Sedan 11 april 2019 är han ordförande i presidiet för högsta folkförsamlingen i Nordkorea. I denna roll fungerar han i praktiken som Nordkoreas statschef.

## Karriär
Choe föddes i Shinchon härad i Södra Hwanghae-provinsen 1950 och var son till Choe Hyon, som var Nordkoreas försvarsminister 1968–1976. Choe Ryong-hae gick med i Koreas arbetarparti 1967 och tog examen från Kim Il Sung-universitetet som expert i ekonomi och politik.
Under 1980-talet var han en ledande medlem i det socialistiska ungdomsförbundet och var dess vice ordförande från 1981 till 1986. När det ombildades till Kim Il-sungs socialistiska ungdomsförbund 1996 blev han utnämnd till dess förste sekreterare. 1986 blev han också vald till ledamot av Högsta folkförsamlingen och blev ledamot av Högsta folkförsamlingens presidium och av centralkommittén i Koreas arbetarparti. 1990-talet ledde han också Nordkoreas fotbollsförbund och den Koreanska ungdomens Taekwondo-förbund. Han erhöll titeln "Demokratiska Folkrepubliken Koreas hjälte" 1993. Han ersattes som förste sekreterare för ungdomsförbundet 1998 på grund av "hälsoskäl".
Han blev därefter utnämnd till ställföreträdande chef för Arbetarpartiets avdelning för allmänna ärenden och därefter förste partisekreterare i Hwanghae-provinsen 2006-2010. I september 2010, under Koreas arbetarpartis tredje kongress, blev han befordrad till general i Koreas folkarmé, ledamot av den centrala militärkommissionen och till suppleant i politbyrån.
Först efter Kim Jong-ils död 2011 framstod Choe som en del av det nya ledargarnityret. Efter utrensningen och avrättningen av Jang Song-Thaek i december utpekades han som den verklige makthavaren bakom Kim Jong-un. Han var då en av de fyra ledamöterna i presidiet i Koreas arbetarpartis politbyrå och vice ordförande i Koreas arbetarpartis centrala militärkommission.